# 索尼娅·佩科拉
索尼娅·佩科拉（芬蘭語：Sonja Pekkola，1993年5月23日—），芬蘭女子羽毛球運動員。

## 簡歷
索尼娅·佩科拉自小就開始與家人打羽毛球，10歲時加入了家鄉埃斯波的小型俱樂部打球，三年後轉到較大的俱樂部「Tapion Sulka」。及至2012年1月，18歲的佩科拉出戰愛沙尼亞國際賽，首次參加成人級別的國際賽事；並在同年初次入選國家隊。
2016年5月，索尼娅·佩科拉出戰希臘公開賽，與珍妮·奈斯特伦合作贏得女子雙打比賽冠軍。

## 主要比賽成績
只列出曾進入準決賽的國際賽事成績：
| 年份   | 賽事                   | 公開賽級別 | 項目     | 拍檔              | 成績   |
| ------ | ---------------------- | ---------- | -------- | ----------------- | ------ |
| 2012年 | 愛爾蘭羽毛球未來系列賽 | 未來系列賽 | 女子雙打 | 莫妮卡·拉多夫斯卡 | 準決賽 |
| 2013年 | 愛爾蘭羽毛球未來系列賽 | 未來系列賽 | 女子雙打 | 珍妮·奈斯特伦     | 準決賽 |
| 2014年 | 斯洛伐克羽毛球公開賽   | 未來系列賽 | 女子雙打 | Riikka Sinkko     | 準決賽 |
| 2015年 | 希臘羽毛球國際賽       | 國際系列賽 | 混合雙打 | Arttu Mahonen     | 準決賽 |
| 2015年 | 斯洛伐克羽毛球公開賽   | 未來系列賽 | 女子雙打 | 珍妮·奈斯特伦     | 準決賽 |
| 2016年 | 愛沙尼亞羽毛球國際賽   | 國際系列賽 | 女子雙打 | 珍妮·奈斯特伦     | 準決賽 |
| 2016年 | 希臘羽毛球公開賽       | 國際系列賽 | 女子雙打 | 珍妮·奈斯特伦     | 冠軍   |

| 2007-2017年 | 首要超級賽 | 超級賽 | 黃金大獎賽 | 大獎賽 | 國際挑戰賽 | 國際系列賽 | 未來系列賽 | 其他 |

| 2018-2026年 | 總決賽 | 超級1000賽 | 超級750賽 | 超級500賽 | 超級300賽 | 超級100賽 | 國際挑戰賽 | 國際系列賽 | 未來系列賽 | 其他 |

### 奧運會和世錦賽參賽紀錄
|          | 搭檔          | 2017 |
| -------- | ------------- | ---- |
| 女子雙打 | 珍妮·奈斯特伦 | 48強 |